# Cinema teatro Metropolitan
Il Cinema Teatro Metropolitan è un teatro di Piombino, adibito anche a sala cinematografica.

## Storia
L'Accademia dei Ravvivati aveva realizzato nel 1834 un teatro situato a ridosso della Cittadella, precisamente tra l'antico ospedale di San Giovanni di Dio e le storiche mura che separano il centro storico con via Leonardo da Vinci. Ma è nel 1901 che l'Accademia inaugura la presente struttura, prospiciente il Torrione / Rivellino ed affacciato nella nuova piazza Cappelletti, andatasi a creare grazie all'abbattimento delle mura che dal detto fortilizio cingevano la città. Il teatro, ampio e spazioso, andava a coniugarsi con i dettami architettonici dell'epoca, una struttura a ferro di cavallo con tre ordini di palchi ad abbracciare la platea ed il palco stesso. L'esterno si presentava in posizione dominate grazie ad una breve scalinata, con facciata di stampo neo classico temperato, portico a tre archi a tutto sesto d'ingresso, finestroni laterali anch'essi con archi a tutto sesto; un doppio ordine di cornicioni separavano dalle finestre, adornate da timpani, del piano superiore. Verticalmente la facciata era suddivisa da quattro lesene e racchiusa con bozze geometriche in altorilievo.  Rimasto invariato nelle forme fino al 1951 l'edificio, che era passato di proprietà all'Associazione Mutilati e Invalidi di guerra, fu completamente trasformato, andando a cancellare con una dubbia ristrutturazione l'aspetto classico, nel nome dei canoni vigenti e delle esigenze cinematografiche che da quel momento si impegnava ad adempiere. La nuova struttura presentava un vasto atrio da cui si accedeva alla grande sala rettangolare capace di oltre 600 posti. Il nuovo edificio fu dato in gestione a privati che per un trentennio lo utilizzarono prevalentemente come cinematografo. Nel 1975 fu interessato ad un intervento di rinnovo dei pavimenti, della tappezzeria e degli arredi, andandosi a grandi linee a presentare nell'aspetto attuale. Nel 1984 è stato infine acquistato dal Comune che ne ha affidato la gestione alla "Cooperativa Nuovo Metropolitan" per la programmazione dell'attività cinematografica.
Anche la programmazione teatrale ha comunque continuato a caratterizzare la vita del Metropolitan grazie alle stagioni organizzate dal Circolo Dipendenti delle Acciaierie in collaborazione col Teatro Regionale Toscano. Fra il 1987 e il 1989 è stato realizzato un importante intervento di adeguamento funzionale nell'ambito del progetto integrato Regione Toscana FIO per l'edilizia teatrale.
La sua fisionomia "moderna" e la sua disponibilità di posti ne fanno il luogo teatrale più importante dell'area territoriale sud della Costa degli Etruschi e di tutta l'alta Maremma.
Il "Metropolitan" propone, ormai da più di vent'anni, calendari periodici di pellicole d'essai.